# کوه بزداغ
کوه بزداغ (به لاتین: Mount Bozdağ) یک رشته‌کوه و کوه در جمهوری آذربایجان است که در رشته‌کوه قفقاز بزرگ واقع شده‌است.